# Amna Fayyaz
Amna Fayyaz (* 2. August 2002 in Rawalpindi) ist eine pakistanische Squashspielerin.

## Karriere
Amna Fayyaz ist seit 2018 auf der PSA World Tour aktiv und gewann bislang zwei Titel. Ihre beste Platzierung in der Weltrangliste erreichte sie mit Rang 86 im Januar 2021. Bei den Asienspielen 2018 in Jakarta debütierte sie für die pakistanische Nationalmannschaft, kam mit ihr aber nicht über die Vorrunde hinaus. Im Einzel kam sie nicht zum Einsatz.

## Erfolge
- Gewonnene PSA-Titel: 2